# میکله پلاچیدو
میکله پلاچیدو (به ایتالیایی: Michele Placido) (زاده ۱۹ مه ۱۹۴۶) هنرپیشه و کارگردان ایتالیایی با شهرت بین‌المللی است. غالباً او را با نقش "کورادو کاتانی" در مجموعه تلویزیونی "La Piovra" به خاطر می‌آورند. در سال ۱۳۶۶ خورشیدی سریال فونتامارا با بازی او (در نقش براردو ویولا) از تلویزیون ایران پخش شده‌است.
از فیلم‌های معروف او می‌توان به بازی در فیلم راهنمای عشق ۳، کلبه ساحلی، فروشگاه بزرگ، پاینده‌باد ایتالیا، کسب‌وکار بزرگ و باریا اشاره کرد.

## زندگی‌نامه
پلاچیدو در آسکولی ساتریانو در ایالت پروجای ایتالیا و در یک خانوادهٔ فقیر زاده شد. او از نسل راهزن معروف ایتالیایی کارمینه کروکو است. پلاچیدو در دوران نوجوانی شغل‌های مختلفی را تجربه کرد. او بازیگری را در "Centro Sperimentale di Cinematografia" ("مرکز تجربی سینماً یا "مدرسهٔ ملی فیلم ایتالیا") در شهر رم و آکادمی هنرهای دراماتیک آموخت.
پلاچیدو اولین نقشش را در فیلم "رویای شب نیمهٔ تابستان" (۱۹۶۹) ایفا کرد. طی ۲ سال بعدی او با کارگردان‌هایی مانند لوئیجی کومنچینی، ماریو مونیچلی، سالواتوره سامپری، دامیانو دامیانی، فرانچسکو روزی، مارکو بلوچیو و کارلو لیتزانی کار کرد. اولین موفقیت او به خاطر ایفای نقش "سرباز پائولو پاسری" در فیلم "Marcia trionfale" در سال ۱۹۷۶ بود که جایزهٔ دیوید دی دوناتلو را به خاطر آن نقش دریافت کرد. ۲ سال بعد خرس طلایی جشنواره برلین را به خاطر ایفای نقش یک کارگر همجنسگرا در فیلم ارنستو دریافت کرد (۱۹۷۸، سامپری).
او در دهه ۱۹۷۰ در چندین فیلم تلویزیونی ظاهر شد اما اوج محبوبیت او در سال ۱۹۸۳ و به خاطر بازی در نقش "کورادو کاتانی" (بازرس پلیس مسئول بررسی مافیا) در سریال تلویزیونی "La Piovra" رقم خورد. او تا ۳ فصل آن سریال (و تا زمانی که کورادو کاتانی ترور می‌شد) در همان نقش ظاهر شد. پس از آن پلاچیدو در تعداد زیادی فیلم و سریال با موضوع جرائم سازمان یافته، در نقش مأمور قانون ظاهر شد. از جمله فیلمی که به زندگی و پروندهٔ قتل جیووانی فالکونه می‌پرداخت. در سال ۲۰۰۸ او (بر خلاف نقش‌های قبلی اش) در فیلم تلویزیونی "L'ultimo padrino" در نقش سرکردهٔ مشهور مافیا برناردو پروونزانو ظاهر شد.
ویولانته پلاچیدو دختر اوست که در زمینهٔ بازیگری فعالیت می‌کند.

## گزیدهٔ نقش‌آفرینی‌ها
- رسوایی در خانواده
- شنبه، یکشنبه و جمعه
- تحت درمان
- پرونده دختر پیژامه‌پوش
- یک مرد محترم
- ثریا
- تا زمانی که ازدواج یکی‌مان کند
- حوری آسمانی
- بسترهای بی‌بندوبار
- دوستان صمیمی
- موسی قانون‌گذار
- کالیبر ۹
- آدم‌ربایی
- اوئدیپوس اُرکا